# Maciej Kwieciński

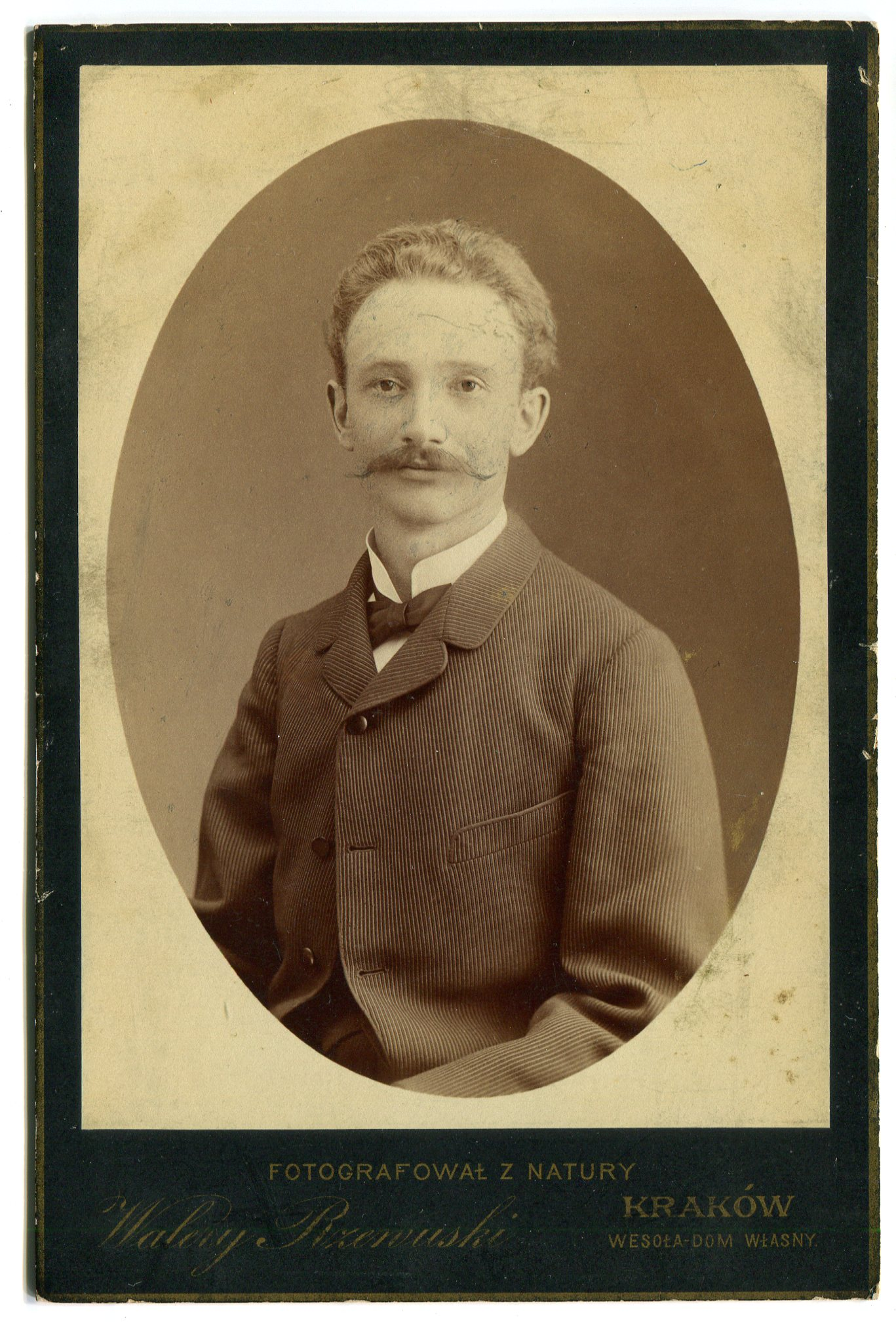
Maciej Kwieciński

Maciej Kwieciński (ur. 18 lutego 1853 w Komorowicach, zm. 17 marca 1936) – polski lekarz.

## Życiorys

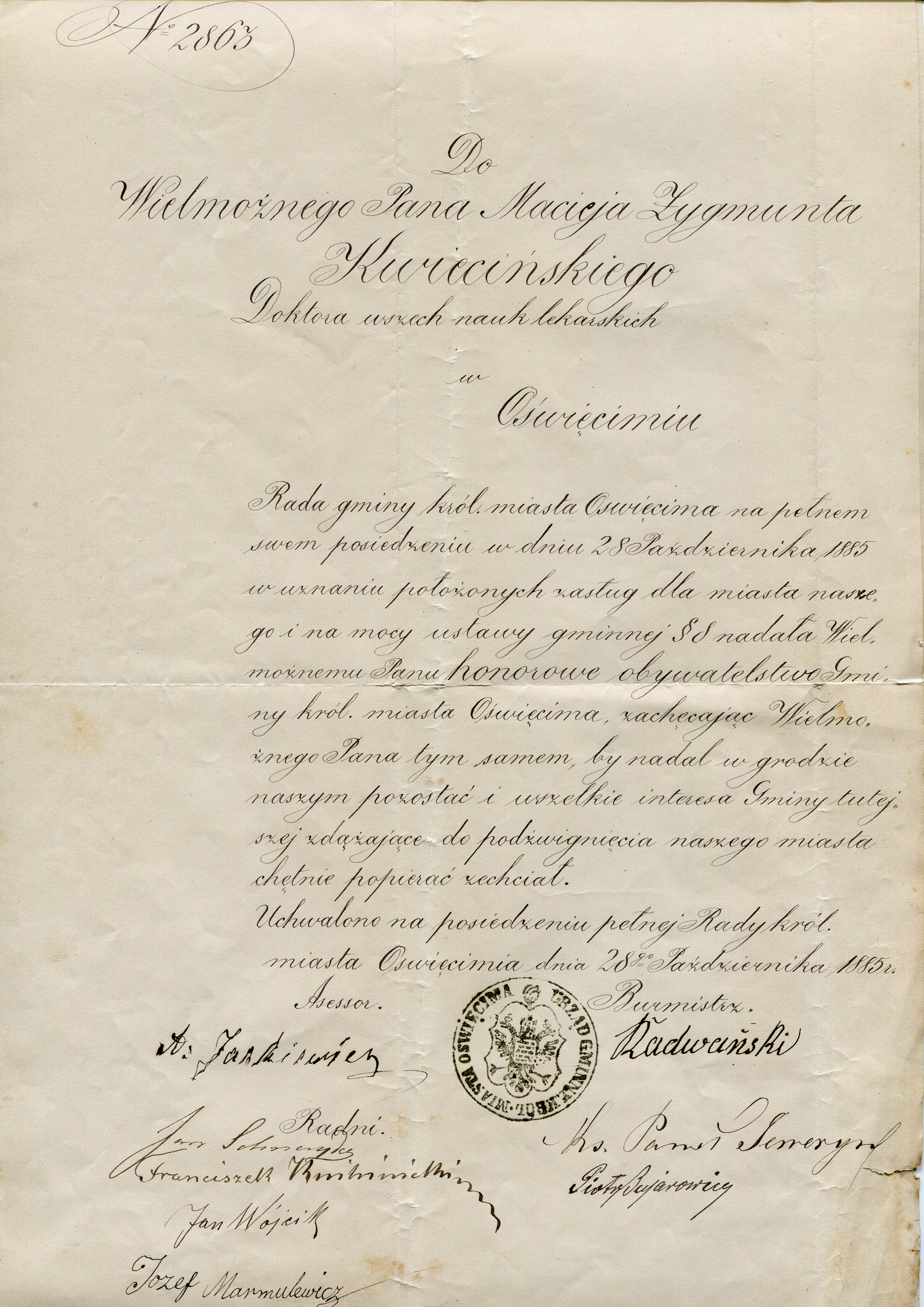
Akt nadania honorowego obywatelstwa Maciejowi Kwiecińskiemu

Po ukończeniu czteroklasowej szkoły w Białej Krakowskiej, w 1865 rozpoczął naukę w gimnazjum św. Anny w Krakowie. W 1873 wstąpił na wydział lekarski Uniwersytetu Jagiellońskiego w Krakowie, gdzie w 1879 uzyskał doktorat (stopień doktora wszech nauk lekarskich).
W lipcu 1879 rozpoczął 7-letnią praktykę lekarską w Oświęcimiu. Tuż po przybyciu odegrał kluczową rolę w powstrzymaniu szerzącej się epidemii tyfusu plamistego. W czasie pobytu w Oświęcimiu wykonał wiele operacji, m.in. opisaną w broszurze z końca XIX wieku: Cztery rany kłute w jelicie cienkiem, wycięcie kawałka ściany jelita, wyzdrowienie.
Po 7-letnim okresie praktyki, w kwietniu 1886 zrażony tamtejszymi stosunkami planował opuścić miasto. By temu zapobiec Rada Miasta 22 października 1885 podjęła uchwałę nadania mu Honorowego Obywatelstwa Gminy Królewskiego Miasta Oświęcimia. Również tamtejsze Stowarzyszenie Straży Ogniowej Ochotniczej uchwałą z dnia 2 listopada 1885 mianowało go naczelnikiem. Pomimo powyższych prób zatrzymania dr. Kwiecińskiego w mieście, przeniósł się on do Białej Krakowskiej, gdzie po ośmiu latach mianowany został lekarzem miejskim.  
Od 1900 był lekarzem szkolnym w Białej. Miasto w owym czasie było pierwszym lub jednym z pierwszych miast Galicji, które wprowadziło stanowisko lekarza szkolnego, do czego w dużej mierze przyczynił się Maciej Kwieciński. Praktykę lekarską w Białej prowadził do roku 1929, kiedy to przeszedł w stan spoczynku.
Do końca roku szkolnego 1934  prowadził jeszcze czynności lekarza szkolnego i nauczyciela higieny w seminarium nauczycielskim oraz w miejskim gimnazjum w Białej - jak wspominał ...nie tyle na dochód, który jest minimalny, ile z zamiłowania.

## Rodzina
Żonaty z Gabryelą. Posiadali czworo dzieci: najstarszy dr Adam Tadeusz Kwieciński ur. w Oświęcimiu w 1884 (syn Zbigniew), Helena, Alfred, Otmar.